# Saint-Martin-du-Limet
Saint-Martin-du-Limet – miejscowość i gmina we Francji, w regionie Kraj Loary, w departamencie Mayenne.
Według danych na rok 2010 gminę zamieszkiwało 491 osób, a gęstość zaludnienia wynosiła 39 osób/km².